# Nick D'Virgilio
Nicholas D'Virgilio (Whittier (Californië), 12 november 1968) is een Amerikaanse drummer, vooral bekend als lid van de progressieve rockband Spock's Beard. Hij was een van de twee drummers die werden gekozen om Phil Collins te vervangen in Genesis voor het album Calling All Stations. D’Virgilio heeft verder veel sessie-werk gedaan voor diverse artiesten, waaronder Tears for Fears en Mystery. Hij is momenteel lid van Big Big Train. Nick wordt vaak NDV genoemd. Muzikale voorbeeld zijn Phil Collins van Genesis, Jason Bonham van Led Zeppelin en eigen leermeester Roy Burns, slagwerker bij Benny Goodman.

## Carrière

### Spock's Beard
Nick D'Virgilio was de drummer in Spock's Beard toen de band begin jaren negentig startte. Tijdens concerten verzorgde hij ook zangpartijen. In toegiften wisselde hij weleens positie met zanger Neal Morse, zelf een redelijk drummer. Nadat Neal Morse in 2002 vertrok, nam D'Virgilio de lead vocals over en werd hij frontman tijdens liveoptredens. In deze line-up nam Spock's Beard vervolgens vier albums op, Feel Euphoria, Octane, Spock's Beard en X. D'Virgilio verliet de band in 2011.

### Kevin Gilbert
Tussentijds was hij ook gelegenheidsdrummer in bandjes van vrienden. Zo voegde D'Virgilio zich in 1994 eenmalig bij Kevin Gilberts band Giraffe, voor een uitvoering van het Genesis-nummer The Lamb Lies Down on Broadway op Progfest '94. En in 1995 nam hij achter de drumkit plaats in Gilberts touringband Thud. Een live-album van die toer werd in 1999 uitgebracht, Live at the Troubadour. Na Gilberts overlijden in 1996 werd Nick D'Virgilio door Gilbert's executeurs testamentairs gevraagd om diens tweede solo-album, The Shaming of the True, te voltooien op basis van bestaande tapes en de aantekeningen van Gilbert. Shaming werd uitgebracht in 2000. D'Virgilio is op veel tracks daarvan te horen als drummer, slagwerker, bassist, gitarist, toetsenist en achtergrondzanger. In november 2002 was D'Virgilio hoofdact op Progwest in Claremont (Californië) en daar speelde hij het volledige album The Shaming of the True live met een band bestaande uit andere vrienden en collega's van Gilbert. In 2009 werd een dvd uitgebracht getiteld Welcome to Joytown - Thud Live at The Troubadour, samengesteld uit een jaar ervoor teruggevonden videobeelden.

### Genesis
In 1997 deed zich de kans voor om Phil Collins te vervangen op drums voor het album Calling All Stations van progressieve rockband Genesis, waar D’Virgilio al zijn hele leven fan van was. Hij moest de eer en het slagwerk delen met Nir Zidkyahu.

### Mike Keneally band
D'Virgilio was van 2001 tot 2004 - naast zijn werk in Spock's Beard - ook lid van de Mike Keneally Band. Hij ging mee op de tournee voor Keneally's album Dancing (2000). Later verzorgde hij de drumsessies en zangpartijen op het album Dog (2004). Daarna nam Joe Travers D'Virgilio's plaats weer in voor de bijbehorende tournee.

### Solo-album
Het eerste solo-album van Nick D'Virgilio, Karma, werd in 2001 opgenomen in de voormalige studio van Kevin Gilbert (Lawnmower en Garden Supplies Studio, in Pasadena (Californië)). Op dit album spelen ook Mike Keneally en Bryan Beller mee, zijn mede-bandleden in The Mike Keneally Band. Als wederdienst trad D'Virgilio op als ~opnameleider/(hoofdingenieur) bij de opnames van Bellers soloalbum, View, opgenomen in dezelfde studio als Karma.

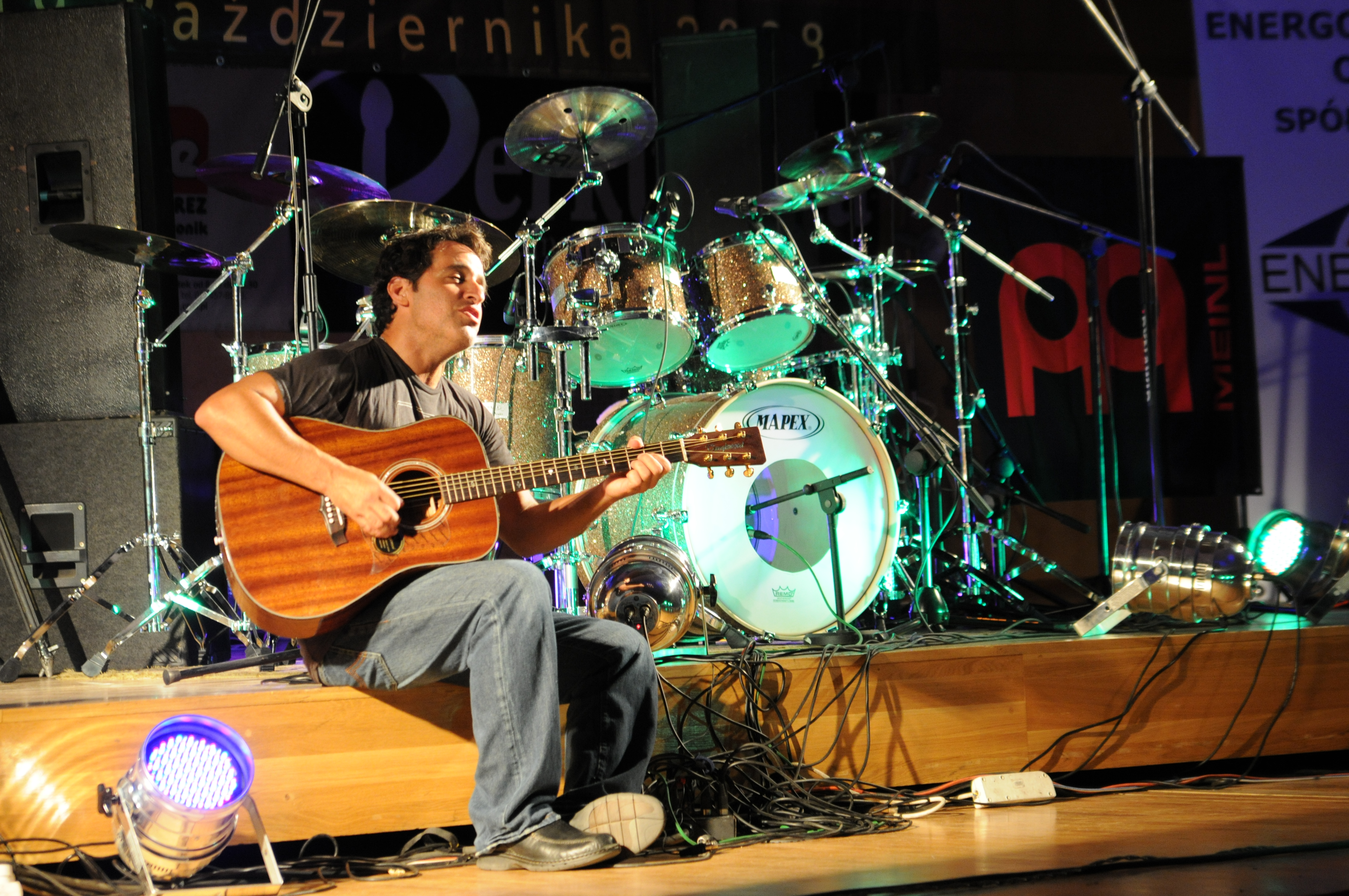
NDV in Warschau in 2008
(foto: Kuba Bozanowski)

### Fates Warning en Jordan Rudess
D'Virgilio viel in 2003 in voor Mark Zonder tijdens de zomertournee van Fates Warning met Dream Theater en Queensrÿche. Zonders eerder aangegane verplichtingen beletten hem om mee te gaan op tournee. D'Virgilio speelde met deze band tijdens een handjevol optredens, ter promotie van hun volgende album FWX (2005). NDV is te zien en te horen op de dvd Live in Athene (2006). D'Virgilio werkte vervolgens mee aan het album The Road Home van Dream Theaters toetsenist Jordan Rudess uit 2007.

### Big Big Train
Nadat hij als gast op drie nummers van het Big Big Train album The Difference Machine (2007) had meegespeeld, werd NDV op The Underfall Yard (2009) bestempeld als "vaste gast". Vervolgens trad hij toe als volwaardig lid van de band. Hij drumde op de ep Far Skies Deep Time (2010), English Electric Part One (2012), English Electric Part Two (2013), de Wassail EP (2015), Folklore (2016), Grimspound (2017), The Second Brightest Star (2017) en Grand Tour (2019).

### Pieces
Op 26 juli 2011 bracht D'Virgilio een solo-ep uit, Pieces. In Quebec City (Canada) voerde hij een show op, waarbij deze ep in zijn geheel werd gespeeld met lokale muzikanten op de dag dat het album uitkwam.

### Uit Spock's Beard
Op 18 november 2011 maakte D'Virgilio bekend dat hij Spock's Beard had verlaten, vanwege zijn werk met Cirque du Soleil: "Het is heel moeilijk voor mij om dit te schrijven, maar omdat aan alle goede dingen een einde komt, moet ik jullie helaas vertellen dat mijn periode bij Spock's Beard ten einde is." Het Cirque du Soleil bracht hem een vast inkomen. Hij volgde het de hele wereld rond en woonde daartoe ook enige tijd aan het Thorbeckeplein in Amsterdam, zeker tijdens de optredens in de Johan Cruijff ArenA. Aansluitend ging hij werken bij online winkel Sweetwater.

### Roy Strattman
Begin 2014 verscheen D'Virgilio op Strattmans album The Lie of the Beholder met de opmerking: "Het opnemen van de drums voor het album van Roy was een totale explosie. Ik ben echt vereerd dat hij me heeft gevraagd deel uit te maken van zijn nieuwe muzikale avontuur. De plaat rockt en vanuit het perspectief van een drummer moest ik ze keihard slaan en werd ik uitgedaagd door de nummers - 2 dingen waar drummers dol op zijn. Ik heb echt genoten van het hele proces en van de muziek."

### Snow Live
In juli 2016 sloten D'Virgilio en Neal Morse zich aan bij Spock's Beard voor de enige twee live-uitvoeringen van het album Snow: eerst op Morsefest en vervolgens voor Night of the Prog, bij de Duitse Loreley.

### The Fringe
In augustus 2016 bracht het rocktrio The Fringe zijn titelloze debuutalbum uit, met D'Virgilio op drums en als zanger. Jonas Reingold van The Flower Kings speelde bas en Randy McStine (van Lo-Fi Resistance) was zanger en gitarist.

### Terug in Spock's Beard
In 2018 werd aangekondigd dat Nick D'Virgilio was teruggekeerd naar Spock's Beard. Hij drumt op hun dertiende studio-album: Noise Floor.

### Tweede solo-album
Het tweede volwaardige solo-album van Nick D'Virgilio, Invisible, werd in 2020 uitgebracht onder de artiestennaam NDV.

## Privéleven
D'Virgilio woont in Fort Wayne (Indiana) met zijn vrouw Tiffany en zijn zoon Anthony en dochter Sophia.

## Discografie

### Soloalbum onder NDV
- Karma (2001)
- Live and acoustic (2004)
  - platenlabel: NDV Music
  - opnamen: Imusicast, Oakland (14 september 2003; track 1-10) en The Bottom Line, New York (10 juli 2002; track 11-14); beide samen met gitarist Rick Musallam
  - Tracks cd: 1: The bottom line (NDV en Stan Ausmus, 7:12), 2: The river is wide (NDV, 5:55), 3: Strange world (Neal Morse, 4:25), 4: Shining star (NDV, 3:38), 5: Karma (NDV, 3:49), 6: I’m the guy (Neal Morse, 5:35), 7: Reflection (Neal Morse, 2:55), 8: Carie (Neal Morse, 3:05), 9: Thoughts, part 1 (Neal Morse, 4:20), 10: City of the sun (Kevin Gilbert, 6:24), 11. 10 years gone (Jimmy Page en Robert Plant, 4:45), 12: The waters edge (NDV en Will Sexton, 6:46), 13: The water/Time has gone (Neal Morse, 9:28), 14: Here comes the flood (Peter Gabriel, 6:39)
  - er werd ook een dvd uitgebracht onder dezelfde titel maar met een aantal andere tracks
- Pieces (ep) (2011)
- Invisible (2020)

### Met Spock's Beard
Studioalbums
- The Light (1995)
- Beware of darkness (1996)
- The kindness of strangers (1997)
- Day for night (1999)
- V (2000)
- Snow (2002)
- Feel Euphoria (2003)
- Octane (2005)
- Spock's Beard (2006)
- X (2010)
- Brief nocturnes and dreamless sleep (2013)
- The oblivion particle (2015)
- Noise floor (2018)

Live-albums
- Official Live Bootleg/The Beard Is out There (1996, recorded 1995)
- Live at the Whisky and NEARfest (1999)
- Don't Try This at Home (April 2000, recorded 1999)
- Nick 'n Neal live in Europe - Two Separate Gorillas (October 2000) (From the Vaults, Series 2)
- Don't Try This @ Home Either (2000, recorded 1999) (From the Vaults, Series 3)
- There and Here (2000) (live – From the Vaults, Series 4)
- The Beard Is Out There-Live (2003)
- Gluttons for Punishment (2005)
- Live (2008)
- Snow Live (2017, recorded 2016)

### Met Big Big Train
- The Difference Machine (2007)
- The Underfall Yard (2009)
- Far Skies Deep Time (2010)
- Engels Electric Part One (2012)
- Engels elektrisch deel twee (2013)
- Make Some Noise (2013)
- Engels Electric: Full Power (2013)
- Wassail (2015)
- Folklore (2016)
- Grimspound (2017)
- The Second Brightest Star (2017)
- Grand Tour (2019)

### Met The Fringe
- The Fringe (2016)

### Andere samenwerkingen
- Calling All Stations (1997) (met Genesis )
- Tomcats Screaming Outside (2001) (met Roland Orzabal)
- A Fair Forgery of Pink Floyd (2003) ( Astronomy Domine) (met Mike Keneally Band)
- Dog (2004) (met Mike Keneally Band)
- Live in Athene (2005) (met Fates Warning)
- Voice in The Light (2007) (met Amaran's Plight)
- A Tribute to the Lamb Lies Down on Broadway (2008)
- The Philadelphia Experiment (2010) (met Frost *)
- The World Is a Game (2012) (met Mystery)
- The Man Left in Space (2013) (met Cosmograf)
- Capacitor (2014) (met Cosmograf)
- The Lie of the Beholder (2014) (met Strattman)
- New World (2014) (met Dave Kerzner)
- The Old Road (met Martin Orford)
- The Unreasonable Silence (2016) (met Cosmograf)
- The Dreaming Street (2016) (met The Dreaming Street)
- Essential Blues (2017) (met Carl Verheyen)
- Troika (2022) met Neal Morse en Ross Jennings
- Sophomore (2023) idem